# 傘下奇蹟
《傘下奇蹟》是一首為聲援香港民眾於2014年9月28日啟動之讓愛與和平佔領中環（簡稱佔領中環）運動與後續爭取真普選的雨傘革命之香港粤語歌曲，主要為了香港市民團結表達捍衛香港民主的意志而加油打氣，傳達香港市民只要相信理想就會成真。這首歌曲由幾位香港中文大學的學生改編及翻譯自動畫片《埃及王子》的經典主題歌曲《When You Believe》（主唱為美國歌星瑪麗亞·凱莉與惠妮·休斯頓），這歌曲的影音於2014年10月1日發佈至Youtube後，迅速在網路上和支持者間流傳。
在改編自《孤星淚》中《Do You Hear the People Sing?》的《問誰未發聲》、搖滾樂隊Beyond的《光輝歲月》、《海闊天空》、《抗戰二十年》、謝安琪的《雞蛋與羔羊》等既有歌曲均被視為2014年香港6.22民間全民投票、七一大遊行、學界大罷課、9·27添美道集會與佔領中環、雨傘革命爭取自由民主的社運主題音樂之際，《傘下奇蹟》是第一首在雨傘革命發生後記錄這段香港和香港人歷史並迅速傳唱的新創作，透過打氣激勵的歌聲傳遞希望與能量，推出一週就有逾20萬點擊人次，並獲得不少媒體關注。

## 創作
創作團隊包括香港中大音樂系學生、翻譯系學生和醫科生，並且將空拍香港與示威者大合唱等影像剪輯成MV。
琴､編､混 Perry Lau

敲擊､錄音 Caleb Yuen

改詞､製片 Tracy Tse

主唱 Amanda Ng

攝影 Shadow Ng